# توحوري ماساموني
توحوري ماساموني (بالإنجليزية: Tohoru Masamune)‏ هو ممثل أمريكي، ولد في 1953 بماديسون في الولايات المتحدة.

## أعمال

### أفلام
- (2005) مذكرات فتاة الغيشا[2]
- (2010) استهلال[3][4]
- (2014) سلاحف النينجا[5][6][7][8]

### مسلسلات
- أميريكان داد!
- سلاحف النينجا

## وصلات خارجية
- توحوري ماساموني على موقع IMDb (الإنجليزية)
- توحوري ماساموني على موقع قاعدة بيانات الأفلام العربية
- توحوري ماساموني على موقع ألو سيني (الفرنسية)
- توحوري ماساموني على موقع أول موفي (الإنجليزية)
- توحوري ماساموني على موقع قاعدة بيانات الأفلام السويدية (السويدية)
- توحوري ماساموني على موقع قاعدة بيانات الفيلم (الإنجليزية)
- توحوري ماساموني على موقع كينوبويسك (الروسية)